# Зубной порошок
Зубно́й порошо́к — средство личной гигиены ротовой полости, предназначенное для очистки зубов от остатков пищи, зубного налёта и т. п.

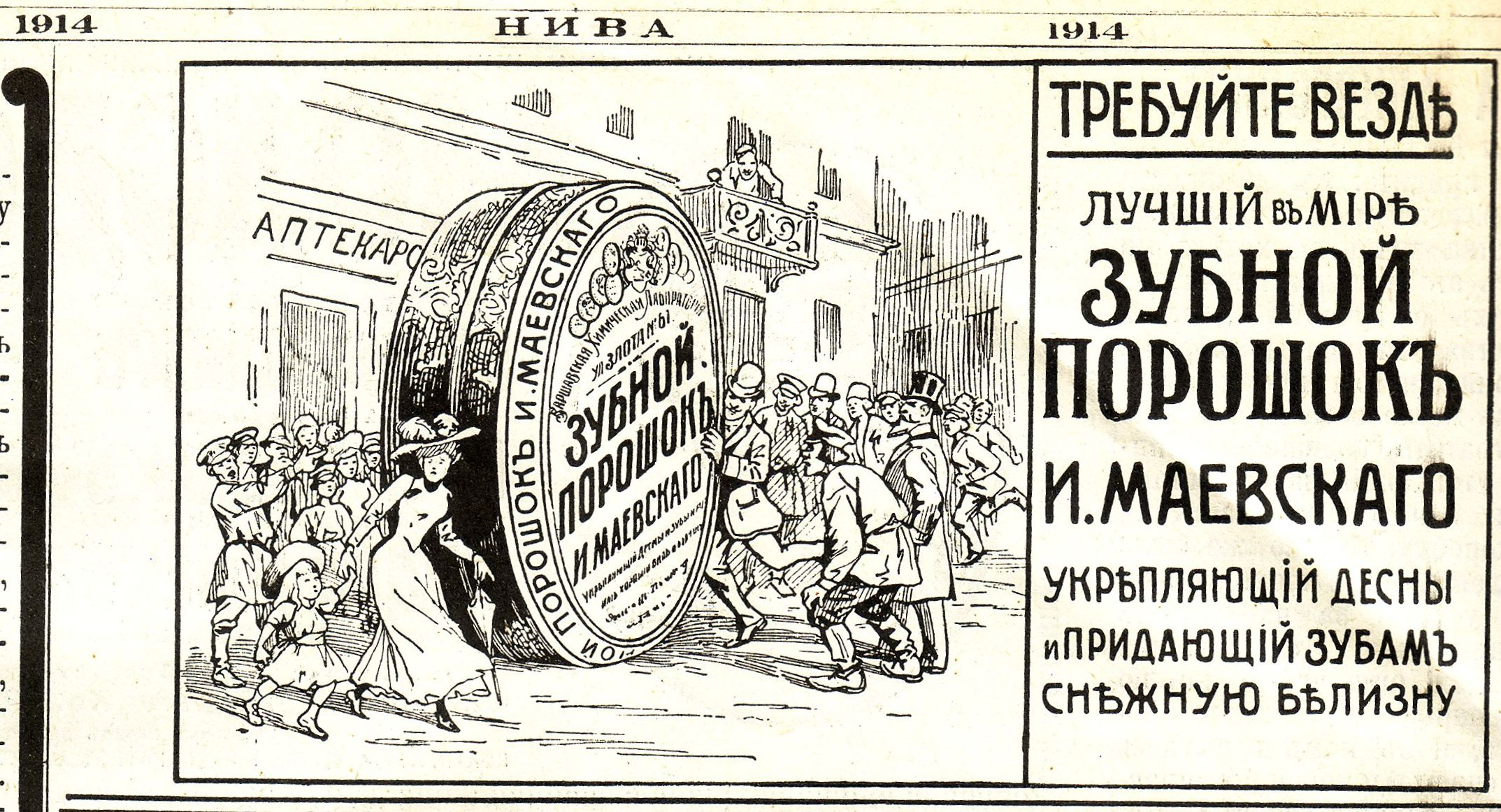
Реклама «лучшего в мире» зубного порошка
(Россия, 1914 год)

Зубной порошок представляет собой химически осаждённый мел с активными добавками или без таковых.

## История
Зубной порошок широко применялся древними римлянами, которые использовали различные вещества — такие, как кости, копыта и рога некоторых животных, панцири крабов, яичную скорлупу, а также раковины устриц и мурексов. После предварительного обжига эти вещества измельчали до тонкого порошка. Иногда его смешивали с мёдом, иногда добавляли мирру, селитру или панты оленя. Помимо очистки и отбеливания зубов, зубной порошок служил для укрепления дёсен и уменьшения зубной боли. Упоминался в трудах Плиния Старшего.

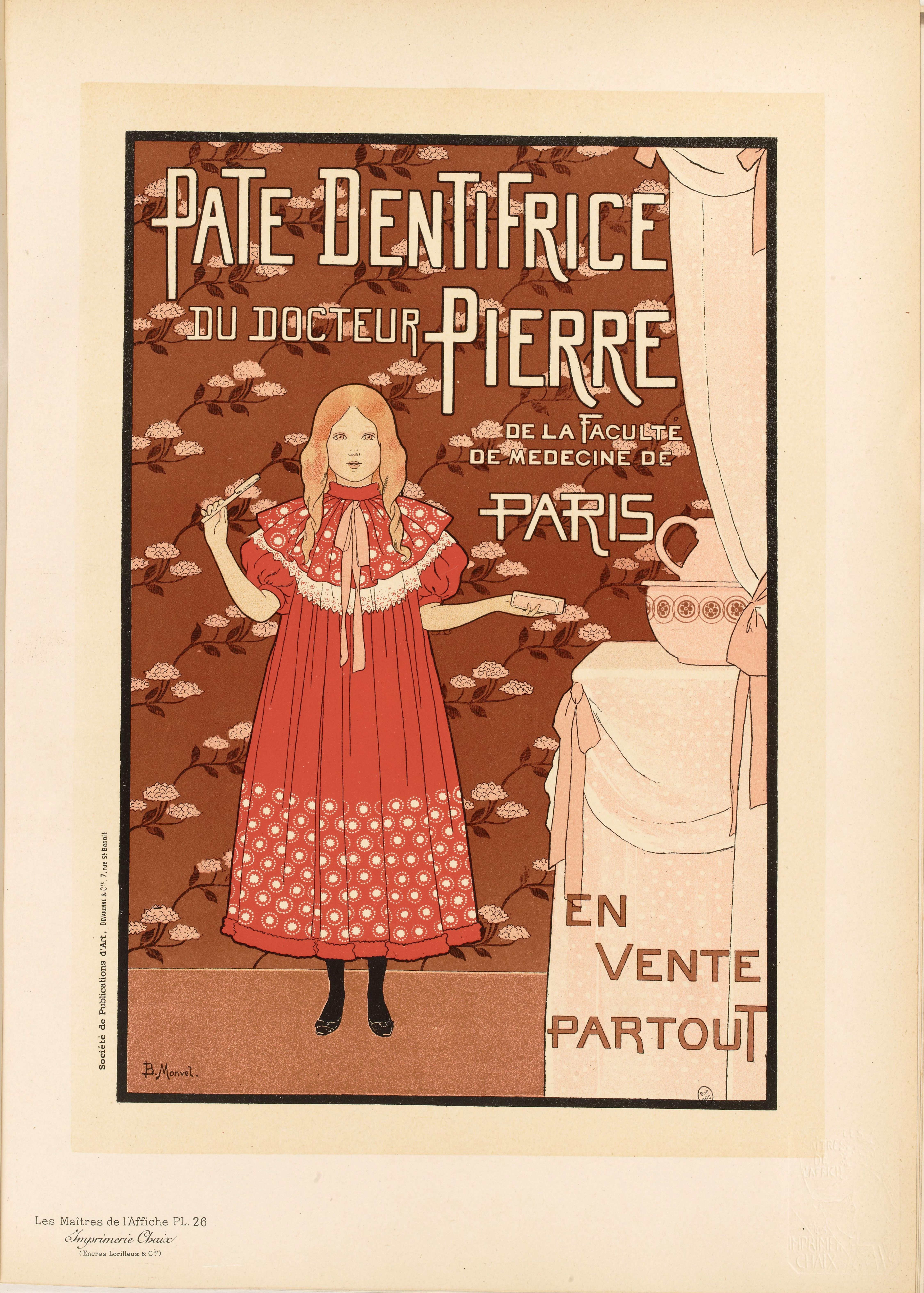
Луи-Морис Буте де Монвель. Плакат, рекламирующий зубной порошок. Франция, 1895

В современной Европе у истоков личной гигиены ротовой полости стоял французский стоматолог Пьер Фошар, который лечил зубы Людовику XV и которого иногда называют «отцом современной стоматологии». В 1723 году в своей работе он порекомендовал ежедневно очищать зубы от остатков пищи с помощью морской губки, а не щётки из волос барсука, как это практиковалось ранее.

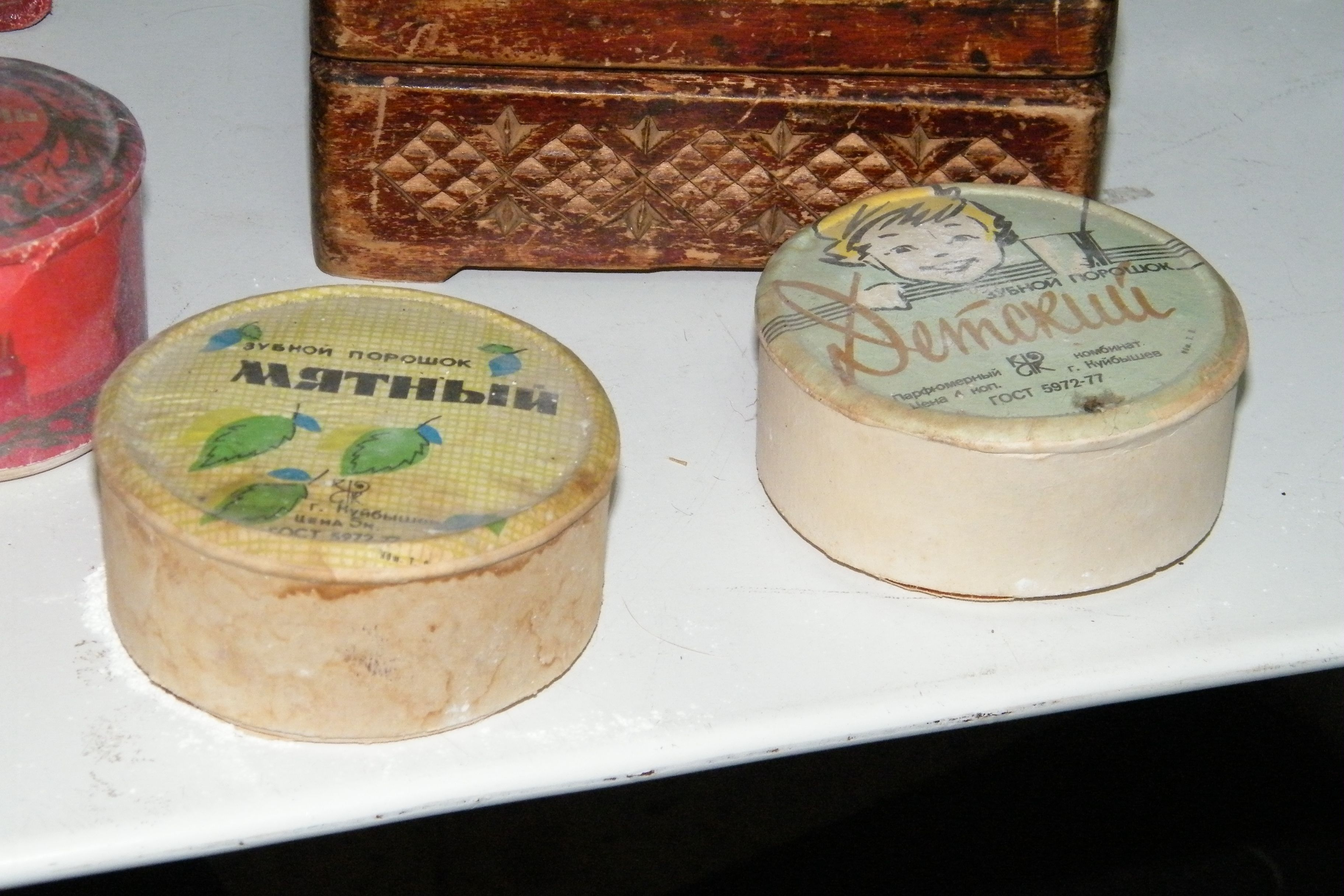
Зубной порошок «Мятный» (цена 5 копеек) и
«Детский» (цена 4 копейки) (СССР, 1970-е гг.)

Зубной порошок, близкий к современному, появился в Великобритании в конце XVIII века. В состав входили измельчённый мел, мыльная стружка и мята. Его использование было привилегией материально обеспеченных людей, которые применяли для чистки зубов зубную щётку из щетины; бедняки же чистили зубы золой или древесным углём, нанесёнными на палец.
В основном зубной порошок состоял из углекислого кальция (мела), иногда с примесью углекислого магния (до 10 %). Для улучшения вкуса к зубному порошку добавляли мятное масло, иногда вместе с анисовым, гвоздичным, коричным и др. экстрактом и ментолом.
Во избежание повреждения зубной эмали готовился из очень тонкого порошка микрокристаллической структуры.
В СССР зубной порошок оставался практически единственным средством гигиены полости рта вплоть до середины 1950-х годов, когда на полках магазина стала появляться зубная паста отечественного производства (чуть позже добавилась зубная паста болгарского производства: «Поморин» и «Мери». Вскоре зубной порошок был оттеснён зубной пастой на второстепенные позиции.
Однако и в современной России часть населения продолжает сохранять верность зубному порошку. По данным проведённого в 2012 году на базе московской городской клинической больницы № 1 имени Н. И. Пирогова медико-социального исследования выяснилось, что из 129 проанкетированных пациентов в возрасте от 20 до 39 лет 77,19 % пользуются зубной пастой, а 22,81 % предпочитают зубной порошок.
Также в настоящее время зубной порошок применяется для отбеливания зубов. Среди главных недостатков отмечают, что основной отбеливающий эффект достигается за счет абразива, поэтому частое использование может привести к повреждению поверхностного слоя.